# Neper

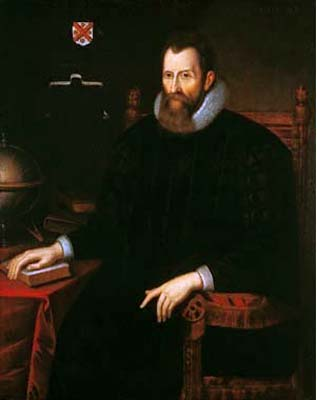
Retrato de John Napier (1550-1617), inventor de los logaritmos.

Este artículo es sobre una unidad de medida. Sobre el matemático escocés, véase John Napier
El neper o neperio (Np) es una unidad de medida relativa que se utiliza frecuentemente en el campo de la telecomunicación, para expresar relaciones entre voltajes o intensidades. Su nombre procede de John Napier, el inventor de los logaritmos.

Aunque no es una unidad de medida del Sistema Internacional, su uso es ampliamente aceptado en muchos países, para los mismos fines que el decibelio.
La diferencia fundamental entre ambas unidades es que mientras el decibelio está basado en el logaritmo decimal de la relación de magnitudes, el neperio lo está en el logaritmo natural o neperiano de la citada relación, viniendo el número de nepers determinado por la fórmula:
{\displaystyle Np=\ln {\frac {x_{1}}{x_{2}}}=\ln x_{1}-\ln x_{2}}
donde {\displaystyle x_{1}\,} y {\displaystyle x_{2}\,} son los valores relacionados, y {\displaystyle \ln \,} el logaritmo natural.

## Relación con el decibelio
El neper se utiliza mayormente para expresar relaciones entre voltajes o intensidades mientras que el decibelio, es más utilizado para expresar relaciones entre potencias. Teniendo esto en cuenta se puede establecer la relación entre ambas unidades a partir de una relación de voltajes:
por lo que:
La correspondencia de Np a dB de la misma magnitud física, i.e., potencia con potencia o intensidad con intensidad es:
La equivalencia anterior está prohibida en telecomunicaciones para evitar ambigüedades. En este campo se debe utilizar obligatoriamente la obtenida si se calcula cuántos decibelios corresponden a esta relación de tensiones, con la relación de potencias se tiene:
Aunque, como se ha dicho, se puede utilizar para relaciones de potencias, voltajes o intensidades, en el caso de potencias y teniendo en cuenta que:
el valor en nepers queda determinado por la fórmula:
Al igual que el decibelio, el neper es una unidad adimensional, estando el uso de ambas unidades reconocido por la Unión Internacional de Telecomunicaciones (UIT) y por el Sistema Internacional de Pesos y Medidas (S.I.).